# Туризм у Болгарії
Туризм у Болгарії — один з основних галузей болгарської економіки. У Болгарії добре розвинені всі види туризму: рекреаційний, спортивний, культурний та інші. Болгарія є особливо популярним напрямком оздоровчого, чорноморського, гірського, культурно-археологічного та спелеотуризму.
З кінця 1990-х років значного розвитку набув особливо масовий туризм на узбережжі Чорного моря. У 2011 році Болгарію відвідало близько 8,5 мільйонів туристів.

## Поточний стан
Число іноземних туристів (у тисячах), що відвідали Болгарію за роками:
| Національність                         | Потік туристів | Національність  | Потік туристів |
| -------------------------------------- | -------------- | --------------- | -------------- |
| Румунія                                | 2 035 606      | Польща          | 474 984        |
| Туреччина                              | 1 534 809      | Велика Британія | 384 424        |
| Греція                                 | 1 290 313      | Франція         | 260 099        |
| Німеччина                              | 1 063 502      | Ізраїль         | 245 567        |
| Сербія                                 | 632 902        | Чехія           | 236 265        |
| Північна Македонія                     | 609 591        | Австрія         | 217 541        |
| Росія                                  | 522 085        | Нідерланди      | 193 362        |
| Україна                                | 487 984        | Італія          | 181 770        |
| Всього іноземних туристів — 12 368 363 |                |                 |                |

## Розвиток туризму в Болгарії
Передісторія організованого туризму в Болгарії починається з паломництва до Гробу Господнього в Єрусалим і Рильського монастиря. Крім паломництва, болгари здійснювали торгові поїздки в Дубровник, Константинополь, Бухарест, Відень і Будапешт.
Днем народження організованого туризму в Болгарії вважається 27 серпня 1895 року, коли після сходження на пік Черні-Врих гірського масиву Витоша засновано Клуб болгарських туристів — попередник сучасного Болгарського туристичного союзу. Це відбулося за ініціативою Алеко Константінова.
У період від закінчення Другої світової війни до розпаду СРСР Болгарія розвивалася соціалістичним шляхом. Після Балканської федерації, що не відбулася через розрив між Сталіним і Тіто, Болгарія зі своїм виходом на південне узбережжя Чорного моря і мальовничим рельєфом Балканських гір виявилася найпридатнішою для туризму соціалістичною країною. У період від 1960-х по 1990-ті роки в Болгарії активно будувалися відомчі «будинки відпочинку», гірські і морські станції для масового туризму і розвивалася туристична інфраструктура. Держава піклувалася і активно заохочувала всі види масового туризму — туризм піонерів, комсомольців, трудових колективів тощо, майже завжди роблячи акцент на «ролі БКП в організації активного відпочинку трудящих». Народна Республіка Болгарія була дуже популярним туристичним напрямком для жителів НДР, Польщі, Чехословаччини та СРСР.
10 листопада 1989 року пленум ЦК БКП проголосував за відставку свого генерального секретаря і голови Державної ради Народної Республіки Болгарії Тодора Живкова, який протягом 37 років очолював соціалістичну Болгарію. У країні почалися глибокі економічні та політичні зміни. При переході від планової до ринкової економіки різко знизилося або повністю припинилося державне фінансування туризму. Серед перших державних підприємств, що постраждали через припинення фінансування, були відомчі «будинки відпочинку» і туристичні заходи для колективів. Туристичні дачі та станції стали руйнуватися і розграбовуватися. Деякі з них, як, наприклад, на Бузлуджа, не відновлені донині. Через загальне зниження життєвого стандарту населення знизилася й відвідуваність туристичних об'єктів. Заможніші громадяни обирали напрямки за щойно знятою залізною завісою.

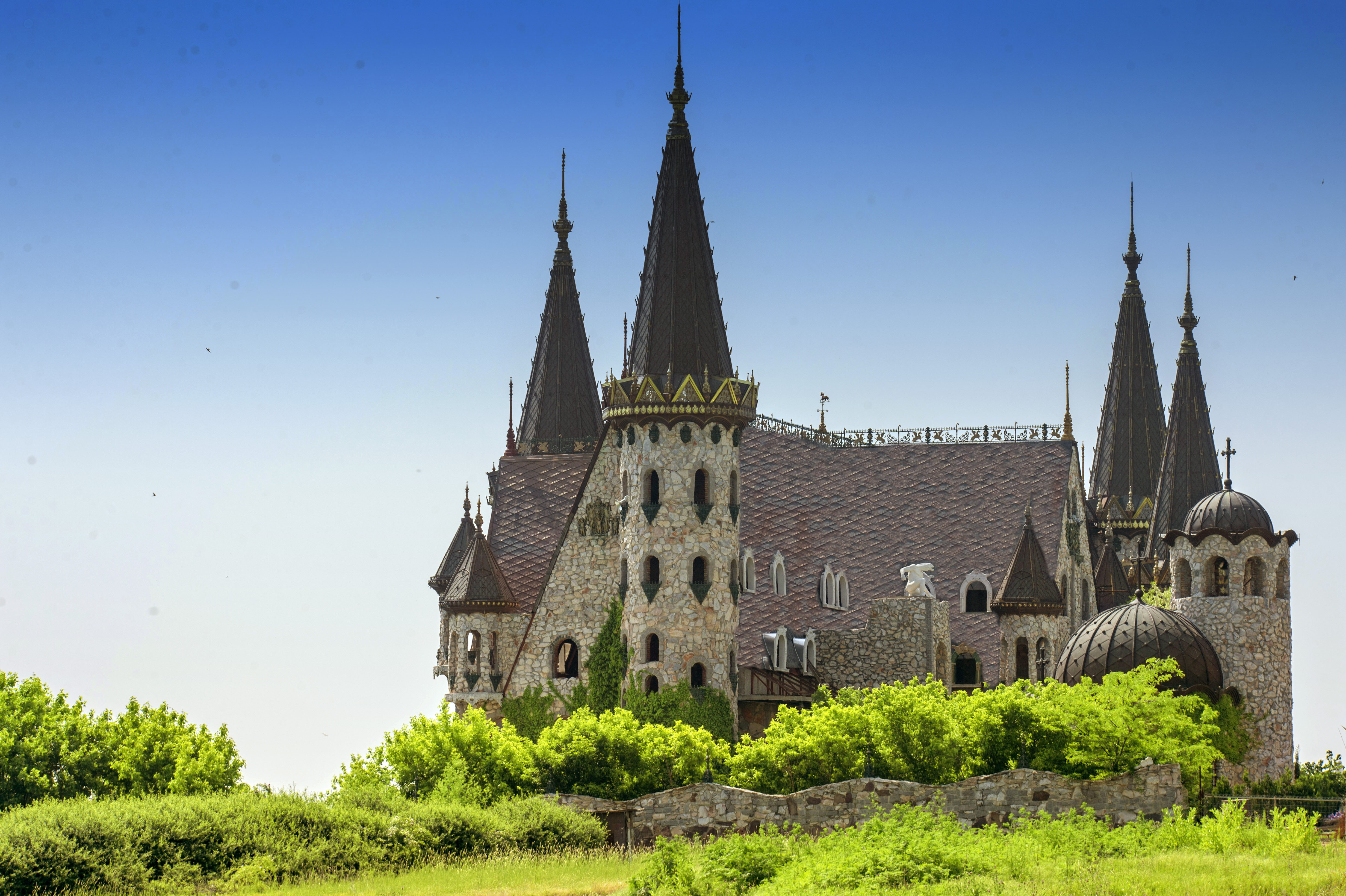
«Замок» в Равадиново

На початку XXI століття в Болгарії налагодилися ринкові виробничо-економічні відносини, і болгарська економіка знову запрацювала. Туристична галузь, як і більшість економічних галузей в країні, змінилася докорінно. Замість великих будинків і станцій для масового туризму запрацювали тисячі приватних готелів і ресторанів у всій країні, до того ж не тільки на чорноморському узбережжі. Общини Болгарії зрозуміли значення туризму для розвитку економіки їхніх регіонів і стали розвивати свій туристичний потенціал — оновлювати старі й будувати нові музеї та атракціони; розвивати дорожню мережу; покращувати туристичні маршрути в горах, ставлячи інформаційні щити, туристичне маркування, альтанки для відпочинку тощо. Туристична галузь стала пріоритетною на державному рівні, і Міністерство економіки і енергетики перейменували на Міністерство економіки, енергетики і туризму. Почалося державне фінансування галузі, а після приєднання Болгарії до Європейського союзу 1 січня 2007 року — і європейське.
З підвищенням купівельної спроможності болгарського населення відновився й туризм. На чорноморське узбережжя стали повертатися туристи з Румунії, Сербії, України, Росії і стали приїжджати нові — з Німеччини і Великої Британії. На курорти в Балканських горах теж повернулися туристи з країн колишнього СРСР і стали приїжджати нові — з Греції. Для жителів Польщі, Чехії і Словаччини виявилося дешевше відпочивати на Адріатиці. Хоча багато хто з них охоче їдуть до Болгарії, їх кількість все-таки менша. На чорноморське узбережжя приїздять навіть жителі скандинавських країн.

## Чорноморський туризм у Болгарії
Весь східний кордон Болгарії — 394 км — проходить Чорним морем. Воно істотно менш солоне (18 ‰), ніж Середземне море (38 ‰) і Світовий океан (35 ‰). Концентрація хлорних аніонів (Cl-) у прибережній воді — 9,2 г/л у Созополі й Ахтополі, 9,5 г/л у Приморсько і 9,7 г/л у Царево; йодних — 3 мг/л у Шаблі і 1,4 г/л у Крапці. Хлорні та йодні аніони, в поєднанні з морською сіллю і сонячними променями, мають сильну антисептичну і зміцнювальну дію на шкіру і допомагають у лікуванні дерматозів. Вранці, до сходу сонця, повітря на морському узбережжі насичене йодними випарами і від'ємними аероіонами, які володіють сильною антисептичною і зміцнювальною дією на легені й допомагають у лікуванні хвороб дихальних шляхів. Прогулянки по коліно в морі допомагають у лікуванні варикозу. Динамічний натиск хвиль під час перебування в морі по пояс або по груди, як і плавання, має лікувальний вплив на опорно-рухову, нервову системи та на шлунково-кишковий тракт і допомагає в лікуванні їхніх хвороб. Морська вода на узбережжі Болгарії найтепліша в серпні — в середньому +21,9 °C в Шаблі, +22,4 °C у Варні і +23,8 °C у Бургасі.
Піщані пляжі займають 200 км усього чорноморського узбережжя Болгарії. Згідно з «Законом про устрій чорноморського узбережжя Болгарії», пляжі є виключно державною власністю Республіки Болгарії, і всі громадяни мають права вільного та безплатного доступу до морського берега.
Найхолодніший місяць на чорноморському узбережжі Болгарії — січень, середньомісячна температура повітря +0,8 °C. найтепліший — липень, середня температура повітря +22,6 °C. Туристичний сезон на чорноморському узбережжі Болгарії починається в травні і закінчується у вересні.

## Світова спадщина ЮНЕСКО

#### Культурна спадщина
- Рильський монастир: Розташований в однойменних горах Рила, монастир розташований за 117 кілометрів на південь від Софії на висоті 1147 метрів над рівнем моря. Його заснували учні пустельника Івана Рильського в Х столітті. У середні віки монастир отримав багаті подарунки від багатьох царів і став важливим громадським і культурним центром. Нинішня форма датується 19 століттям, коли монастир був відбудований після пожежі, і є типовим прикладом болгарського Відродження. Рильський монастир був включений до списку Всесвітньої спадщини в 1983 році.
- Боянська церква: 8 кілометрів на південь від центру Софії біля підніжжя гори Вітоша знаходиться церква, яка була додана до списку ЮНЕСКО в 1979 році. Спочатку проектувався як фортеця, але після розбудови це тричастинний церковний комплекс, відомий завдяки фрескам 1259 року. Це один із найважливіших зразків середньовічного східноєвропейського живопису.
- Висічені в скелі церкви Іваново : цю групу церков, каплиць і монастирів було додано до Списку всесвітньої спадщини в 1979 році. Вони розташовані в 22 кілометрах на південний захід від Русе і в 73 кілометрах (по прямій) від старої болгарської столиці Велико Тирново. Це природні печери та їх висічені вапняком розширення 13-17 століть. Скельна церква Діви Марії є центральною церквою і має найкрасивіші фрески.
- Несебир: Розташоване на скелястому півострові, Старе місто Несебр було додано до Всесвітньої спадщини в 1983 році. Він розташований за 27 кілометрів (по прямій) на північ від Бургаса на узбережжі Чорного моря. Історія поселення почалася понад 3000 років тому з фракійців, у 6 столітті до нашої ери. У 4 столітті до нашої ери Несебр став грецькою колонією. Завдяки близькій близькості до Сонячного Берега, старе місто перетворилося на магніт для відвідувачів. Варто побачити залишки фракійських укріплень, храм Аполлона, Старо-Митропольську базиліку, середньовічну фортецю та археологічний музей. Сьогоднішній міський пейзаж насамперед характеризується дерев’яними будинками, типовими для періоду Болгарського Відродження, в яких 11 збережених церков з колишніх 40 додають барвисті акценти.
- Мадарський вершник: Невелике село Мадара розташоване приблизно в 18 кілометрах від Шумена і в 62 кілометрах від Варни (по прямій). Поруч знаходиться 100-метрова скеля, на якій, як вважають, у 9 столітті нашої ери був висічений рельєф вершника, що бореться з левом. З 1979 року скельний рельєф Мадари входить до списку Всесвітньої спадщини ЮНЕСКО.
- Казанлик: Приблизно в 30 кілометрах від Старої Загори в центрі Долини Троянд знаходиться місто Казанлик, у безпосередній близькості від якого можна знайти фракійське поховання. Його датують 4 століттям до нашої ери. Датований. Всередині гробниці можна побачити найкраще збережені настінні розписи еллінського періоду в Болгарії. Фракійська гробниця в Казанлику була включена до списку Всесвітньої спадщини в 1979 році.
- Свештари(Фракійська гробниця Свештарі): село Свештарі розташоване за 42 кілометри на північний схід від Разграда. Фракійська гробниця неподалік, яку знайшли лише у 1982 році, з 1985 року є об’єктом Всесвітньої спадщини ЮНЕСКО. Для нього характерні унікальні архітектурні прикраси — каріатиди — поліхромні фігури напівлюдей-напіврослин. Могильний комплекс датується III століттям до нашої ери. призначений.

#### Природна спадщина
- Біосферний заповідник Сребярна : це біосферний заповідник площею 900 гектарів на кордоні з Румунією, приблизно в одному кілометрі на південь від Дунаю та в 19 кілометрах від міста Сілістра. Це місце розмноження 99 видів птахів, таких як: B. кудрявого пелікана, загалом зустрічається 233 різні види, включаючи численні перелітні птахи. Охоронна територія не відкрита для відвідування. Природничий музей надає інформацію про флору і фауну біосферного заповідника «Срібна».

- Національний парк Пірін : Національний парк Пірін займає площу 40 000 гектарів на висоті від 950 до 2915 метрів і розташований на південному заході Болгарії, на південь від Банско. Він належить до однойменних гір Пірін і включає другу за висотою гору в Болгарії, Віхрен заввишки 2915 метрів. Краєвид характеризується гранітною скелею, віковими деревами чорної сосни та 176 воронковими озерами. У нижніх районах понад 70 гарячих джерел. У парку можна зайнятися лижним спортом, альпінізмом і пішим туризмом. Екотуризм і винний туризм також стають альтернативами. Парк приймає від 300 000 до 500 000 відвідувачів на рік.